# رمبو ۳
رمبو ۳ (به انگلیسی: Rambo III) یک فیلم اکشن و جنگی آمریکایی محصول سال ۱۹۸۸ با بازی سیلوستر استالونه در نقش جان رمبو کهنه سرباز جنگ ویتنام است. به کارگردانی پیتر مک‌دونالد، فیلمنامه توسط استالونه و شلدون لتیچ نوشته شده است. این فیلم دنباله ای بر فیلم رمبو ۲ (۱۹۸۵) و سومین قسمت از سری فیلم‌های رمبو محسوب می‌شود.
این فیلم وقایع تخیلی در طول جنگ شوروی و افغانستان را به تصویر می‌کشد. در این فیلم، رمبو سفری خطرناک به جمهوری دموکراتیک افغانستان را آغاز می‌کند تا فرمانده سابق و بهترین دوست دیرینه‌اش، سرهنگ تراتمن، را از دست یک سرهنگ بسیار قدرتمند و بی‌رحم ارتش شوروی که قصد کشتن تراتمن و رمبو را دارد، نجات دهد، در حالی که به یک گروه محلی از شورشیان افغان کمک می‌کند تا علیه نیروهای دهکده‌شان مبارزه کنند.
رمبو ۳ در ۲۵ مه ۱۹۸۸ در سراسر جهان اکران شد. در زمان اکران، این فیلم گران‌ترین فیلم ساخته شده تا کنون با بودجه تولید بین ۵۸ تا ۶۳ میلیون دلار بود. این فیلم مورد استقبال منتقدان قرار نگرفت و فروش کمتری نسبت به فیلم قبلی خود یعنی رمبو ۲ داشت و ۱۸۹ میلیون دلار در سراسر جهان به دست آورد. در نهمین جوایز تمشک طلایی نامزد پنج رشته شد و برنده بدترین بازیگر مرد شد. دنباله‌ای به نام جان رمبو در سال ۲۰۰۸ با بازی استالونه در نقش اصلی و همچنین کارگردانی فیلم منتشر شد.

## خلاصه داستان
رمبو ۳ جنگ شوروی در افغانستان را به تصویر می‌کشد. رمبو که اکنون در معبدی در تایلند زندگی می‌کند؛ به اصرار سرهنگ تراپین به جنگ در افغانستان برای یاری مجاهدان دعوت شد اما پاسخ رمبو منفی بود. سرهنگ به ناچار خود به افغانستان رفته و به دست سربازان شوروی می‌افتد.
رمبو پس از شنیدن این خبر راهی افغانستان می‌شود و…

## ساخت

#### توسعه فیلمنامه
سیلوستر استالونه بعداً گفت که پیش‌فرض اولیه‌اش از این فیلم «بیشتر با مضمون اشک‌های خورشید مطابقت داشت، اما در افغانستان اتفاق می‌افتد». هری کلاینر برای نوشتن پیش‌نویس استخدام شد، اما فیلمنامه‌اش توسط استالونه رد شد.
چند هفته پس از فیلمبرداری، بسیاری از عوامل فیلم از جمله مدیر فیلمبرداری این فیلم اخراج شدند. استالونه گفت: این فیلم به نوعی شبیه یک جنگ سینمایی است. ما بازیگران و خدمه عظیمی داریم (بیش از ۲۵۰ نفر) و مکان‌های سختی برای مقابله داریم. همه و همه باید هماهنگ باشند.

#### پیش تولید
استالونه در یک پرسش و پاسخ آنلاین در سال ۲۰۰۸ اظهار داشت که اختلاف نظر بر سر انتخاب بازیگر منجر به اخراج او کارگردان اصلی راسل مالکهی به عنوان کارگردان شد.
مالکهی جای خود را به پیتر مک دونالد، مدیر کهنه‌کار واحد دوم داد. این اولین فیلم مک دونالد به عنوان کارگردان بود، اما او بسیار باتجربه بود و دومین سکانس اکشن را در رمبو ۲ کارگردانی کرده بود. مک دونالد بعداً گفت: «من خیلی تلاش کردم تا شخصیت رمبو را کمی تغییر دهم و او را به فردی آسیب پذیر و شوخ طبع تبدیل کنم، به طور کامل شکست خوردم.» استالونه شخصیت او را می‌شناخت زیرا سومین بازی او در نقش رمبو بود. من شکسپیر را فیلمبرداری نمی‌کردم و گاهی جدی گرفتن آن سخت بود.
شخصیت مسعود با بازی بازیگر یونانی اسپیروس فوکاس، به نام فرمانده مجاهدین احمد شاه مسعود که با شوروی و بعداً با طالبان جنگید، نامگذاری شد.
لباس‌ها با خرید اجناس پوشاک از پناهجویان افغان تهیه می‌شد.

#### فیلمبرداری
این فیلم در اسرائیل، تایلند و آریزونا فیلمبرداری شده است. به گفته مک دونالد: در اسرائیل محدودیت‌های زیادی وجود داشت، تهیه‌کنندگان و استالونه تصمیم گرفتند به آریزونا برگردند، جایی که مدت‌ها قبل از حضور من در فیلم نگاه می‌کردند. گروهی آنجا بودند و ما حدود دویست و پنجاه نفر از این افراد را داشتیم که جنگ داخلی آمریکا را بازسازی کردند. آنها برای انجام سکانس‌های مبارزه فراخوانده شدند، که آن‌ها را دوست داشتند. صحنه‌های معبد تایلندی در ابتدای فیلم در استان لامفون فیلمبرداری شده است.

#### فداکاری
این فیلم با عنوان «این فیلم تقدیم به مردم شجاع افغانستان» به پایان می‌رسد، اما پس از حملات ۱۱ سپتامبر ۲۰۰۱ به «مردم شجاع افغانستان» تغییر کرد، زیرا مجاهدین اکنون تا حدودی با طالبان مرتبط بودند.

## بازخوردها
- در راتن تومیتوز، این فیلم بر اساس رای ۳۷ نقد، ۴۱ درصد محبوبیت دارد و میانگین امتیاز ۴٫۷ از ۱۰ را دارد.[۱۰]
- در متاکریتیک بر اساس رای ۱۵ منتقد، میانگین وزنی ۳۶ از ۱۰۰ را به فیلم می‌دهد که نشان‌دهنده «بررسی‌های عموماً نامطلوب» است.
- تماشاگران در نظرسنجی سینماسکور به فیلم نمره متوسط «B+» در مقیاس A+ تا F دادند.[۱۱]
- این فیلم در ۲۵ مه ۱۹۸۸ در ایالات متحده اکران شد، در ۲۵۶۲ سالن سینما در آخر هفته افتتاحیه خود و در رتبه دوم پس از کروکودیل داندی ۲ قرار گرفت. در مجموع، این فیلم در ایالات متحده و کانادا ۵۳٫۷ میلیون دلار و در خارج از کشور ۱۳۵٫۳ میلیون دلار فروخت که مجموعاً ۱۸۹ میلیون دلار باکس آفیس رامبو سوم را به دست آورد. در نظر گرفته شد که این فیلم در مقایسه با فیلم قبلی این مجموعه که تقریباً سه برابر در داخل کشور فروش کمتری داشت.